# Stratosphere Las Vegas
O Stratosphere Las Vegas é um hotel e casino localizado na Strip de Las Vegas, Nevada, nos Estados Unidos. Tem 350,2 metros (1 149 pés), é considerada a torre de observação mais alta dos Estados Unidos e, até julho de 2019, é a décima nona torre de estrutura independente mais alta do mundo.